# Khojīr
Khojīr (persiska: خجير, Ḩajīr, حَجير) är en ort i Iran.   Den ligger i provinsen Teheran, i den centrala delen av landet, 28 km öster om huvudstaden Teheran. Khojīr ligger 1 336 meter över havet och antalet invånare är 579.
Terrängen runt Khojīr är huvudsakligen kuperad. Khojīr ligger nere i en dal.Runt Khojīr är det ganska tätbefolkat, med 222 invånare per kvadratkilometer. Närmaste större samhälle är Būmahen, 14,5 km nordost om Khojīr. Trakten runt Khojīr består i huvudsak av gräsmarker.